# Platanias (Platanias)
Platanias (griechisch Πλατανιάς (m. sg.)) ist ein Dorf der Gemeinde Platanias im Norden der griechischen Insel Kreta.

## Lage
Der Ort liegt an der Nordküste Kretas auf der Strecke zwischen Chania und Kissamos.

## Geschichte
Mit der administrativen Neuorganisation des Kretischen Staates im April 1911 folgte die Bildung kleinerer ländlicher Gemeinden (αγροτικός δήμος agrotikós dímos) als selbstständige juristische Personen des öffentlichen Rechts. Aus einer dieser ländlicher Gemeinden ging nach der Vereinigung des Kretischen Staats mit Griechenland 1925  Platanias als selbstständige Landgemeinde Platanias (Κοινότητα Πλατανιά Kinótita Plataniá) hervor. Im Rahmen der Gebietsreform  1997 erfolgte der Zusammenschluss der Landgemeinde Platanias mit weiteren 12 Landgemeinden zur damaligen Gemeinde Platanias, die dem heutigen Gemeindebezirk Platanias entspricht. Diese Gemeinde wiederum wurde im Rahmen der Verwaltungsreform 2010 mit drei weiteren Gemeinden zur neuen Gemeinde Platanias fusioniert, Platanias erhielt den Status einer Ortsgemeinschaft (Τοπική Κοινότητα Topikí Kinótita). Dieser Begriff wurde mit dem Kleisthenis-I-Programm 2019 durch Kinotita ersetzt.